# Robert III d'Auvergne
Pour les articles homonymes, voir Robert III et Robert d'Auvergne.
 (mai 2025).
Si vous disposez d'ouvrages ou d'articles de référence ou si vous connaissez des sites web de qualité traitant du thème abordé ici, merci de compléter l'article en donnant les références utiles à sa vérifiabilité et en les liant à la section « Notes et références ».
Robert III est comte d'Auvergne vers 1136.

## Biographie
Robert est connu pour ses différends avec l'église de Brioude, réglés par un traité passé avec les archevêques de Bourges et de Lyon. Il accompagna Louis VII à la deuxième croisade (cité par Odon de Deuil, Histoire de la croisade de Louis VII), peut-être pour racheter ses torts envers l'Église. Il y mourut vers 1147.
Accompagné de son fils Guillaume (dit le Jeune), qui devait hériter du comté (futur Guillaume VII), il avait laissé la garde de ses biens à son frère, Guillaume (dit l'Ancien). Celui-ci n'attendit pas le retour de son neveu pour s'emparer du pouvoir, désigné par les historiens sous le nom de Guillaume VIII, comte d'Auvergne.
Robert III est le fils de Guillaume VI. Le nom de son épouse n'est pas connu, contrairement à ce que prétendent Justel et Chorier, qui lui attribuent Marquise d'Albon. Au XVIIIe siècle, Baluze a soumis l'idée, (Cartulaire de Chalais, donations du comte de Vienne, 1223), que Marquise d'Albon a été la femme de Guillaume VII, et la mère de Robert Dauphin, origine de la lignée des dauphins d'Auvergne.